# Dolores (kommun i Spanien, Valencia, Provincia de Alicante, lat 38,14, long -0,76)
Dolores är en kommun i Spanien.   Den ligger i provinsen Provincia de Alicante och regionen Valencia, i den sydöstra delen av landet, 400 km sydost om huvudstaden Madrid. Antalet invånare är 7 362. Arean är 18,3 kvadratkilometer. Dolores gränsar till Almoradí, Catral, Crevillent, Daya Nueva, Daya Vieja, Elche och San Fulgencio. 
Terrängen i Dolores är mycket platt.